# Maiden Voyage
Maiden Voyage — це п'ятий альбом джазового музиканта Гербі Генкока, випущений у 1965 р. на лейблі Blue Note Records. Альбом був удостоєний Премії зали слави Греммі в 1999 році.
Журнал «The Penguin Guide to Jazz» називає цей альбом «колосальним досягненням людини, якій лише 24 роки». Стівен Томас Ерлевін з Allmusic описує альбом як «можливо його найкращий запис 60-х років, в якому досягнуто ідеального балансу між доступним, ліричним джазом і ризикованим хард-бопом».

## Трек-лист
Автор музики і слів Herbie Hancock. 
| #     | Назва                      | Тривалість |
| ----- | -------------------------- | ---------- |
| 1.    | «Maiden Voyage»            | 7:53       |
| 2.    | «The Eye of the Hurricane» | 5:57       |
| 3.    | «Little One»               | 8:43       |
| 4.    | «Survival of the Fittest»  | 9:59       |
| 5.    | «Dolphin Dance»            | 9:16       |
| 42:20 |                            |            |

## Виконавці
- Гербі Генкок — фортепіано
- Фредді Габбард — труба
- Джордж Коулман — тенор-саксофон
- Рон Картер — бас
- Тоні Вільямс — барабани